# Stefan Borsch
Stefan Henrik Borsch, född 19 januari 1947 i Hagfors, är en svensk tidigare kurator och sångare, aktiv inom svensk dansbandsmusik mellan 1965 och 1999.

## Musikalisk verksamhet
Uppväxt i en musikaliskt aktiv familj inledde han 1965 sin musikaliska karriär som trumslagare i LGP:s orkester. En handskada gjorde att han så småningom tog över mikrofonen och blev sångare fram till 1968 då han värvades över till Tony Jordans orkester från Arvika. Fram till 1973 sjöng Borsch även med The Steel Town Singers, Pär-Rhunes och Öijwinds.
Genombrottet kom när Stefan Borsch 1973 blev sångare i "The Vikings", som i samband med att man fick skivkontrakt bytte namn till Vikingarna. Han kom att bli medlem av gruppen under militärtjänsten då man ännu var en mindre orkester bestående av värnpliktiga vid I 2 i Karlstad. Han var Vikingarnas röst på de sex första skivorna i "Kramgoa låtar"-serien tills han lämnade bandet 1978 och gjorde ett uppehåll från musiken, medan Christer Sjögren blev Vikingarnas sångare.
Tre år senare hade han fått eget skivkontrakt av Bert Karlsson och gjorde comeback med skivan "Minns att jag finns". Titeln valdes med förhoppning att publiken fortfarande mindes honom. Han fick en hit med "Vid en liten fiskehamn" och solokarriären tog fart. Under 1980-talet gav han ut flera skivor och fick flera hits, varav "Adress Rosenhill" från 1986 är en av de större, en annan är en inspelning av Den lilla fågeln från 1987. År 1985 deltog han i den svenska Melodifestivalen med bidraget "Sjung din sång", som slogs ut i första omgången.
Stämningarna i Stefan Borschs sånger varierar från glad bugg till sorgsna ballader, ofta med sjömän som tema. Han har spelat in ett flertal internationella schlager som översatts till svenska, och sjöng 1982 in en av Björn Afzelius sånger, Till min kära, som blev en stor hit och gav honom en platinaskiva. Även "Sång till friheten" finns inspelad av Borsch.
Utöver soloskivorna uppträdde han också med Anders Engbergs fram till 1988. Året därpå började Borsch spela tillsammans med Spotlight, under namnet Stefan Borsch orkester och gav ut några skivor fram till upplösningen 1993. Mellan 11 februari 1995 och 4 december 1999 sjöng han i Keith Elwins orkester. År 1999 avslutade Stefan Borsch sin musikkarriär.
Borsch gjorde 3 juli 2004 ett framträdande i Arvikaparken tillsammans med Vikingarna på deras sista spelning.

## Yrkesverksamhet
Under det tidiga 1980-talet studerade han vid Högskolan i Örebro, och under många år arbetade Borsch vid sidan om musiken bland annat som dekoratör i Karlstadsbutiken CGC, men även som fritidsledare. Från 1994 arbetade han som kurator inom barn- och ungdomshörselvården vid Centralsjukhuset i Karlstad och gick i pension under vintern 2011. 

## Privatliv
Borsch ingick 24 augusti 1985 äktenskap med Marianne Reniers (född 1958). Han har tre barn födda 1984, 1986 och 1988.

## Diskografi (som soloartist)
- 1981: Minns att jag finns
- 1981: I kväll jag tänder ett ljus
- 1982: En liten fågel
- 1983: I sommar
- 1984: Sissi
- 1985: Sjung din sång
- 1986: Adress Rosenhill
- 1987: Dansa en dans med mej
- 1989: Alpens ros
- 1990: Från Värmland till Mexiko med Stefan Borsch orkester
- 1992: Med fiol och steelguitar
- 1995: Stefan Borsch